# Ямковой, Борис Ефремович
Борис Ефремович Ямковой (7 августа 1918, Белоцерковка — 1 октября 1991, Москва) — советский военно-морской деятель, адмирал-инспектор инспекции ВМФ Главной инспекции Министерства обороны СССР (в 1973—1986 годах), адмирал (1976).

## Биография
Родился 7 августа 1918 года в селе Белоцерковка ныне Каховского района Херсонской области (Украина). Украинец. В 1930 году с семьёй переехал в город Евпаторию Крымской АССР, где в 1936 году окончил образцовую среднюю школу № 1 имени Максима Горького (ныне — гимназия имени И. Сельвинского).
В Военно-Морских Силах с 1936 года. В 1940 году окончил Высшее военно-морское училище имени М. В. Фрунзе, в 1948 году — Высшие специальные классы офицерского состава Военно-Морского Флота, в 1954 году — Военно-морскую академию имени К. Е. Ворошилова, в 1963 году — Военную академию Генерального штаба Вооружённых сил СССР.
В 1940 году, после окончания ВВМУ, был направлен на Черноморский флот, где прослужил до 1949 года. Участник Великой Отечественной войны 1941—1945 годов. Участвовал в героической обороне городов Одессы и Севастополя. В 1949—1951 годах служил в Главном штабе ВМС. В 1954—1961 годах, после окончания ВМА, служил в штабе Черноморского флота.
В 1963 году, после окончания ВАГШ, был назначен командиром Беломорской военно-морской базы Северного флота. С 1966 года — командующий Камчатской военной флотилией и член Военного совета флотилии. С 1971 года — начальник штаба — первый заместитель командующего и член Военного совета Черноморского флота. С 1973 года — адмирал-инспектор инспекции ВМФ Главной инспекции Министерства обороны СССР. С 1986 года — в отставке.
Он внёс значительный вклад в укрепление обороноспособности страны. И в создании океанского ракетно-ядерного флота есть, безусловно, его вклад. Он хорошо знал историю флота, военно-морское искусство, свободно разбирался в тонкостях военно-морской теории и практики.
Жил в Москве. Скончался 1 октября 1991 года. Похоронен на Троекуровском кладбище в Москве.
Член ВКП(б)/КПСС с апреля 1940 года. Избирался делегатом XXIII съезда КПСС (1966).

## Награды
- 2 ордена Октябрьской Революции (21.02.1974; 27.12.1982)
- 3 ордена Красного Знамени (18.06.1943; 30.12.1956; 31.10.1967)
- орден Александра Невского (7.12.1943)
- орден Отечественной войны 1-й степени (11.03.1985)
- орден Отечественной войны 2-й степени (3.11.1945)
- 2 ордена Красной Звезды (16.06.1944; 27.12.1951)
- орден «За службу Родине в Вооружённых Силах СССР» 3-й степени (21.02.1978)
- медали

Награды Народной Республики Болгария:
- орден «9 сентября 1944 года» II степени с мечами (1985)
- орден Народной Республики Болгарии III степени (1974)
- медаль «За заслуги перед Болгарской Народной Армией» (1972)
- медаль «За участие в Отечественной войне 1944—1945 гг.» (1949)
- медаль «1300 лет Болгарии» (1982)
- медаль «30 лет Болгарской Народной Армии» (1974)
- медаль «30 лет Победы над фашистской Германией» (1975)

Награды Социалистической Республики Румыния:
- медаль «30 лет освобождения Румынии от фашизма» (1974)

Награды Чехословацкой Социалистической Республики:
- медаль «За укрепление дружбы по оружию» I (золотой) степени (1980)

## Память
- В Евпатории организовалась инициативная группа по увековечению памяти боевого адмирала. Совместно с евпаторийским городским советом ветеранов войны, труда и военной службы — инициативная группа планирует установить памятную доску на доме № 9 по улице Санаторской.
- Дмитрий Иванович Качин, первый секретарь Камчатского областного комитета Коммунистической партии Советского Союза в 1971—1986 годах, написал книгу «Осталось в памяти… О людях, о времени, о себе», в которой упоминается Борис Ямковой[1].